# Travis Scott
Travis Scott (Houston, Teksas, SAD, 30. travnja 1991.), pravog imena Jacques Bermon Webster II., američki je reper i kantautor. Njegovo umjetničko ime svedeno je spajanjem imena njegovog "najdražeg" ujaka Travisa i pravog imena jednog od svojih glazbenih inspiracija Kida Cudija - Scott Mescudi.
Godine 2012. potpisao je svoj prvi ugovor za izdavačku kuću Epic Records i izdavački ugovor s GOOD Music-om Kanyea Westa. U travnju 2013. potpisao je ugovor o zajedničkom snimanju s tvrtkom Epic i TI-jem Grand Hustle. Svoj prvi projekt, miksani album Owl Pharaoh, samostalno je objavio 2013. Slijedio ga je drugi miksani album, Days Before Rodeo 2014. godine. Njegov debitantski studijski album, Rodeo (2015), predvođen je hit singlom "Antidote". Njegov drugi album, Birds in the Trap Sing McKnight (2016.), postao je njegov prvi album broj jedan na Billboard 200 ljestvici. Sljedeće godine objavio je zajednički album s reperom Quavom pod nazivom Huncho Jack, Jack Huncho pod imenom dua Huncho Jack.
U 2018., njegov treći studijski album, Astroworld, zaradio je uvelike pohvale kritičara kao i njegov prvi singl "Sicko Mode" s Drakeom, koji je završio kao broj jedan na Billboardovih Hot 100 te je među prvih 10 proveo čak sedamnaest tjedana. Potkraj 2019., njegova diskografska kuća Cactus Jack, izdala je kompilacijski album JackBoys, koji je ponovno bio na vrhu Billboardovih 200 albuma. Nakon izdavanja njegovog singla "Franchise" (s Youngom Thugom i pjevačicom MIA-om) 2020., Scott je postao prvi izvođač na Hot 100 kojemu su tri pjesme debitirale na prvom mjestu te ljestvice. U srpnju 2023. izbacio je svoj četvrti studijski album, a prvi nakon gotovo pet godina – Utopia.
Tijekom svoje karijere ostvario je četiri hita broj jedan na Billboard Hot 100, zajedno s ukupno 80 pjesama plasiranih na ljestvici. Osim toga, bio je nominiran za osam nagrada Grammy i osvojio je Billboard Music nagradu, Latin Grammy nagradu, MTV Video Music nagradu i višestruke BET Hip Hop nagrade.
Tijekom svoje karijere, Scott je postao svjetski priznat umjetnik i ličnost pop kulture. Zajedno s javno-obznanjenom vezom s američkom manekenkom Kylie Jenner, surađivao je i s brendovima poput Nikea, Diora i McDonald'sa. Također je postao dobro poznat po kontroverzama, pravnim problemima i neodgovornim ponašanjem na svojim koncertima. U studenom 2021. dogodio se nalet u kojem je poginulo devetero osoba tijekom njegovog nastupa na Astroworld Festivalu u njegovom rodnom gradu Houstonu u Teksasu, što je rezultiralo mnogim osudama glazbene industrije i šire, svjetske javnosti.

## Diskografija

#### Studijski albumi
- Rodeo (2015.)
- Birds in the Trap Sing McKnight (2016.)
- Astroworld (2018.)
- Utopia (2023.)

#### Miksani albumi
- Owl Pharaoh (2013.)
- Days Before Rodeo (2014.)

#### Suradnički albumi
- Huncho Jack, Jack Huncho s Quavom (2017.)
- JackBoys kao član istoimene grupe (2019.)

## Filmografija
| Godina | Film                             | Uloga                 | Napomena                                                                       | Izvor |
| ------ | -------------------------------- | --------------------- | ------------------------------------------------------------------------------ | ----- |
| 2019.  | Travis Scott: Look Mom I Can Fly | Sam sebe              | Dokumentarac                                                                   |       |
| 2019.  | Gully                            | "Vlasnik trgovine"    | Manja uloga                                                                    |       |
| 2021.  | Trolls: Holiday in Harmony       | Rhyme-a-saurus (glas) | Njegovo prvo pojavljivanje u javnosti nakon tragedije na Astroworld Festivalu. | [ 5 ] |
| 2023.  | Circus Maximus                   | Sam sebe              |                                                                                |       |